# 4945 Ikenozenni
4945 Ikenozenni è un asteroide della fascia principale. Scoperto nel 1987, presenta un'orbita caratterizzata da un semiasse maggiore pari a 2,5740977 UA e da un'eccentricità di 0,3149413, inclinata di 4,89317° rispetto all'eclittica.